# Сергий I (Неапол)
Сергий I (на италиански: Sergio I Napoli; на латински: Sergius I, † 864 г.) е 1. херцог на Неапол от 840 до 864 г. той основава династията Сергии, която управлява Херцогство Неапол до 1137 г.

## Биография
Сергий I е първо dux на Куме. През 840 г., когато франките обсаждат Неапол, жителите избират Сергий за техен дук (или magister militum). Той заема трона без съгласието на Константинопол. Сергий скъсва с Византия и сключва съюз с арабите от Палермо. Той помага на арабите да изгонят византийците от Бари (841) и Месина (842). Скоро след това Сергий сключва съюз с Амалфи, Гаета и Соренто. Обединените градове започват война с арабите. Флотите на Неапол и Гаета, заедно с папската лига на папа Лъв IV, участват в знаменитата битка при Остия (849) и нанасят поражение на арабите. Синът му Цезар e адмирал на християнската флота.
Сергий поддържа дружески отношения със западните императори Лотар I и Лудвиг II. По поръчка на Лотар I, Сергий, съвместно с херцога на Сполето Гвидо I, e посредник при подписването на мирния договор между князете Сиконулф Салернски и Раделчис I Беневентски. През 850 г. Сергий, със съгласието на Лотар I, провъзглася своя син Григорий III за свой съвладетел. Така властта на херцозите в Неапол става наследствена.
Той омъжва през 849 г. дъщеря си за Ландулф, гасталд на Суесола, син на граф Ландо I от Капуа и сключва съюз с него. През 859 г. Сергий започва война с Капуа. Синовете му Григорий и Цезар и зет му Ландулф обсаждат безрезултатно Нова Капуа.
През 864 г. Сергий I умира, оставил за наследник своя син Григорий III. Другите му синове, Атанасий и Стефан, играят важна роля в политиката на Неапол. Свети Атанасий I става епископ на Неапол от 850 до 872 г., а Стефан става епископ на Соренто.